# Douziyu
Douziyu (kinesiska: 陡子峪乡, 陡子峪) är en socken i Kina. Den ligger i provinsen Hebei, i den norra delen av landet, omkring 91 kilometer nordost om huvudstaden Peking. Antalet invånare är 6 263. Befolkningen består av 3 087 kvinnor och 3 176 män. Barn under 15 år utgör 13,0 %, vuxna 15-64 år 75 %, och äldre över 65 år 11,0 %.
Genomsnittlig årsnederbörd är 799 millimeter. Den regnigaste månaden är juli, med i genomsnitt 231 mm nederbörd, och den torraste är januari, med 3 mm nederbörd.